# Norbert Randrianoelison
Norbert Randrianoelison (ur. 10 czerwca 1968 w Antananarywie) – madagaskarski piłkarz grający na pozycji obrońcy. W swojej karierze rozegrał 15 meczów w reprezentacji Madagaskaru.

## Kariera klubowa
W swojej karierze piłkarskiej Randrianoelison grał w klubie DSA Antananarivo, z którym między innymi wywalczył dwa mistrzostwa Madagaskaru w sezonach 1997 i 1998.

## Kariera reprezentacyjna
W reprezentacji Madagaskaru Randrianoelison zadebiutował 17 czerwca 2000 roku w wygranym 3:0 meczu eliminacji do MŚ 2002 z Demokratyczną Republiką Konga, rozegranym w Antananarywie. Od 2000 do 2003 wystąpił w kadrze narodowej 15 razy.